# Мости інків

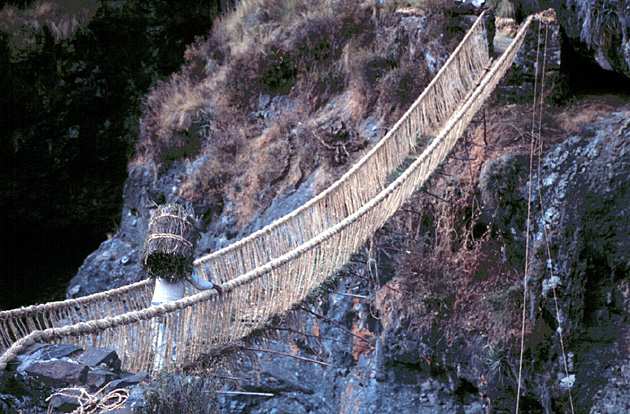
Міст інків

Мости інків — інженерні споруди, що створювалися за часи існування імперії Тауантінсую. Відповідали соціально-економічним та військово-політичним потребав держави інків. Стали одним з досягнень інкської технічної думки.

## Характеристика
За спорудження мостів відповідали місцеві айлью, за технічні моменти відповідали інкські інженери. Усі організаційні структури зі спорудження та збереження мостів підпорядковувалися акос інці. Останній входив до державної ради імперії.
У державі інків зводилися мости 4 типів: канатні (орої), підвісні, понтонні та кам'яні з несправжніми арками. Канатні мости — надзвичайно цікаві в технічному відношенні споруди — інки будували головним чином на річках Монтару Вільканота і деяких інших. Набагато частіше «інженери» імперії зводили мости через бурхливі річки гірської частини країни. Будівельники споруджували ці мости так: по обох берегах річки вони зводили по високому стовпу, між стовпами натягували товстий канат, сплетений з волокон агави, до каната підвішували кошик. За допомогою цього досить примітивного засобу, натягнутої над гірською річкою, і перебиралися індіанці, сидячи в кошику.
Частіше споруджувалися підвісні. Інки також називали їх «плетеними мостами», а відповідно будівельників цих мостів називали «в'язальниками мостів». Підвісні мости зводили з товстих тросів, які плели з волокон листя американської агави. Через значну вагу ці троси було важко транспортувати, тому інки плели їх прямо на місці, призначеному для спорудження моста. Потім троси закопували глибоко в землю і закріплювали на протилежних берегах річки. Одні троси служили боковинами моста, три інших були «підлогою» моста — на них зверху накладали поперечні дерев'яні палиці, і «тротуар» був готовий. Ці мости витримували не лише пішоходів, але навіть пастухів зі стадом лам.
Практично щороку інженери імперії замінювали троси на своїх мостах, при цьому міняли як бічні, так і підлогові троси. Кожен міст знаходився під опікою жителів селища (в рамках міти), на території якого він розташовувався.
В імперії було кілька сотень мостів, проте найвідомішим з них є міст на висоті близько 80 м, що був перекинутий через гірську річку Апурімак, яка протікає в каньйоні глибиною в 1000 м. Цей міст був побудований близько 1350 року за наказом Капак Інки Інки Роки. Цей міст «пережив» період іспанської колонізації і «помер» в дуже поважному віці, через понад п'ять з половиною століть — в 1880 році, завалившись в річку Апуримак разом з кількома десятками людей, що проходили по ньому в цей час.
Нарівні з підвісними мостами інки будували також і мости з несправжніми арками. Через вузькі річки вони споруджували складні мости, використовувалися також понтонні мости. Найвідоміший з понтонних мостів був прокладений мешканцями селища Чакамарака в сучасній Болівії через річку Десагуадеро (інки називали її Уачакака), що витікає з озера Тітікака. Міст складався з човнів, сплетених з місцевого очерету тотора (scirpus totora), скріплених канатами й вкритих очеретяним «килимом». Його уславив хроніст Гарсіласо де ла Вега. Цей міст також протримався увесь колоніальний період і припинив своє існування наприкінці XIX ст.